# Listă de conducători de stat din 900
896 - 897 - 898 - 899 - 900 - 901 - 902 - 903 - 904
Aceasta este o listă a conducătorilor de stat din anul 900:

## Europa
- Amalfi: Manso (prefect, 898-914)
- Anglia, statul anglo-saxon Mercia: Ethelred (ealdorman, 883-911)
- Anglia, statul anglo-saxon Wessex: Eduard cel Bătrân (rege, 899-924)
- Anglia, statul East Anglia: Eric (Eohric) (rege danez, 890/891-902)
- Anjou: Foulques I cel Roșu (conte, cca. 898-941/942)
- Aquitania: Guillaume I cel Pios (duce, cca. 886-918)
- Armenia, statul Ani: Sămbat I Martirul (rege din dinastia Bagrationi, 890-914)
- Asturia: Alfonso al III-lea cel Mare (rege, 866-910; totodată, rege al Leonului, 866-910)
- Bavaria: Ludovic al IV-lea Copilul (rege din dinastia Carolingiană, 899-911; ulterior, rege al Germaniei, 900-911; ulterior, rege al Lotharingiei, 900-911)
- Bavaria: Liutpold (duce din dinastia lui Liutpold, 889-907)
- Benevento: Radelchis al II-lea (principe, 881-884, 897-900) și Atenulf I (principe, 900-910; anterior, conte de Capua, 887-910)
- Bizanț: Leon al VI-lea Înțeleptul (împărat din dinastia Macedoneană, 886-912)
- Bretania: Alain I cel Mare (duce, 876/877-907)
- Bulgaria: Simeon cel Mare (țar, 893-927)
- Burgundia: Richard I Legislatorul (duce, cca. 888-921)
- Capua: Atenulf I (conte, 887-910; ulterior, principe de Benevento, 900-910)
- Castilia: Gonzalo Fernandez (conte, 899-920)
- Cehia: Spytihnev (cneaz din dinastia Premyslid, ?-905?) (?)
- Cordoba: Abu Muhammad Abdallah ibn Muhammad (I) (emir din dinastia Omeiazilor, 888-912)
- Creta: Muhammad ben Shuayb al-Zarkun (emir, 895-910)
- Croația: Mutimir (cneaz din dinastia Trpimirovic, cca. 890-910)
- Flandra: Balduin al II-lea cel Pleșuv (conte din dinastia lui Balduin, 879-918)
- Franța: Carol al III-lea cel Simplu (rege din dinastia Carolingiană, 893/898-923)
- Gaeta: Docibilis I (consul, 867-906) și Ioan I (consul, 867-877; apoi, patriciu, 877-933 sau 934)
- Germania: Ludovic al IV-lea Copilul (rege din dinastia Carolingiană, 900-911; totodată, rege al Bavariei, 899-911; totodată, rege al Lotharingiei, 900-911)
- Gruzia, statul Abhazia: Constantin al III-lea (rege, 898/899-916/917)
- Gruzia, statul Tao-Klardjet: Adarnase al IV-lea (rege și curopalat, 888-923)
- Italia: Berengar I (rege, 888-896, 896-924; totodată, margraf de Friuli, 874-890; ulterior, împărat occidental, 915-924) și Ludovic al III-lea cel Orb (rege din familia Bosonizilor, 900-905; anterior, rege al Provenței, 887-928; ulterior, împărat occidental, 901-905)
- Ivrea: Anscar (margraf din familia Anscanienilor, 888-902)
- Kiev: Oleg (mare cneaz din dinastia Rurikizilor, 888-912)
- Leon: Alfonso al III-lea cel Mare (rege, 866-910; totodată, rege al Asturiei, 866-910)
- Lotharingia: Zwentibold (Guindebald) (rege din dinastia Carolingiană, 895-900) și Ludovic Copilul (rege din dinastia Carolingiană, 900-911; totodată, rege al Bavariei, 899-911; totodată, rege german, 900-911)
- Moravia Mare: Mojmir al II-lea (cneaz, 894-906)
- Navarra: Fortun Garces (rege, cca. 882-905)
- Neapole: Grigore al IV-lea (duce, 897/898-914/915)
- Norvegia: Harald I cel Bălai (rege, cca. 900-cca. 940)
- Olanda: Gerulf al II-lea (conte, 885-înainte de 916)
- Salerno: Guaimar I (principe, 880-900) și Guaimar al II-lea cel Ghebos (principe, 900-946)
- Saxonia: Otto I Ilustrul (duce din dinastia Liudolfingilor, 880-912)
- Scoția: Domnall (Donald) al II-lea (889-900) și Constantin al II-lea (rege, 900-943)
- Serbia: Petru Gojnikovic (cneaz din dinastia lui Viseslav, 892-917)
- Sicilia: Abu Ishak Ibrahim al II-lea ibn Ahmad (emir din dinastia Aghlabizilor, 875-902)
- Spoleto: Alberic I (duce, 898-922)
- Statul papal: Ioan al IX-lea (papă, 898-900) și Benedict al IV-lea (papă, 900-903)
- Toscana: Adalbert al II-lea cel Bogat (margraf, 886-915)
- Toulouse: Eudes (conte, 886-918/919)
- Ungaria: Arpad (conducător din dinastia Arpadiană, 889-907)
- Veneția: Pietro (Tribuno) (Trasdomenico) (doge, 888-912)

## Africa
- Aghlabizii: Abu Ishak Ibrahim al II-lea ibn Ahmad (emir din dinastia Aghlabizilor, 875-902)
- Idrisizii: Iahia al III-lea al-Mikdam ibn al-Kasim ibn Idris (II) (imam din dinastia Idrisizilor, ?-905) (?)
- Kanem-Bornu: Aritse (sultan, cca. 893-cca. 942)
- Tulunizii: Abu Musa Harun ibn Humaravaih (conducător din dinastia Tulunizilor, 896-904)

## Asia

### Orientul Apropiat
- Bizanț: Leon al VI-lea Înțeleptul (împărat din dinastia Macedoneană, 886-912)
- Califatul abbasid: Abu'l-Abbas Ahmad al-Mutatid ibn al-Muauffak ibn al-Mutauakkil (calif din dinastia Abbasizilor, 892-902)
- Samanizii: Ismail I ibn Ahmad (892-907)
- Tulunizii: Abu Musa Harun ibn Humaravaih (conducător din dinastia Tulunizilor, 896-904)

### Orientul Îndepărtat
- Birmania, statul Arakan: Tulataing Chandra (rege din dinastia Chandra, 884-903)
- Birmania, statul Mon: rege necunoscut (885-902)
- Cambodgea, Imperiul Kambujadesa (Angkor): Yasovarman I (Paramasivaloka) (împărat, 889-?)
- Cambodgea, statul Tjampa: Indravarman al II-lea (rege din a șasea dinastie, 875/889-898/903) și Jaya Simhavarman I (rege din a șasea dinastie, 898/903-?)
- China: Zhaozong (împărat din dinastia Tang, 889-904)
- Coreea, statul Hu-Paekje: Kyonhwon (Chin Hown) (rege, 892-935)
- Coreea, statul Silla: Hyogong (Yo) (rege din dinastia Kim, 897-912)
- India, statul Chalukya răsăriteană: Chalukya-Bhima I (Vișnuvaradhana sau Paramabrahmanya) (rege, 892-922)
- India, statul Chola: Aditya I (rege, cca. 871-cca. 907)
- India, statul Gurjara Pratihara: Mahendrapala (rege, înainte de 893-după 907)
- India, statul Raștrakuților: Krișna al II-lea (rege, 878-914)
- Japonia: Daigo (împărat, 897-930)
- Kashmir: Șamkaravarman (rege din dinastia Utpala, 884-903)
- Nepal: Raghavadeva (rege din dinastia Thakuri, 865/880-923/926)
- Sri Lanka: Kașyapa al IV-lea (rege din dinastia Silakala, 890-907)

## America
- Toltecii: Ihuitimal (conducător, 877-923)